# Hauke Hilz

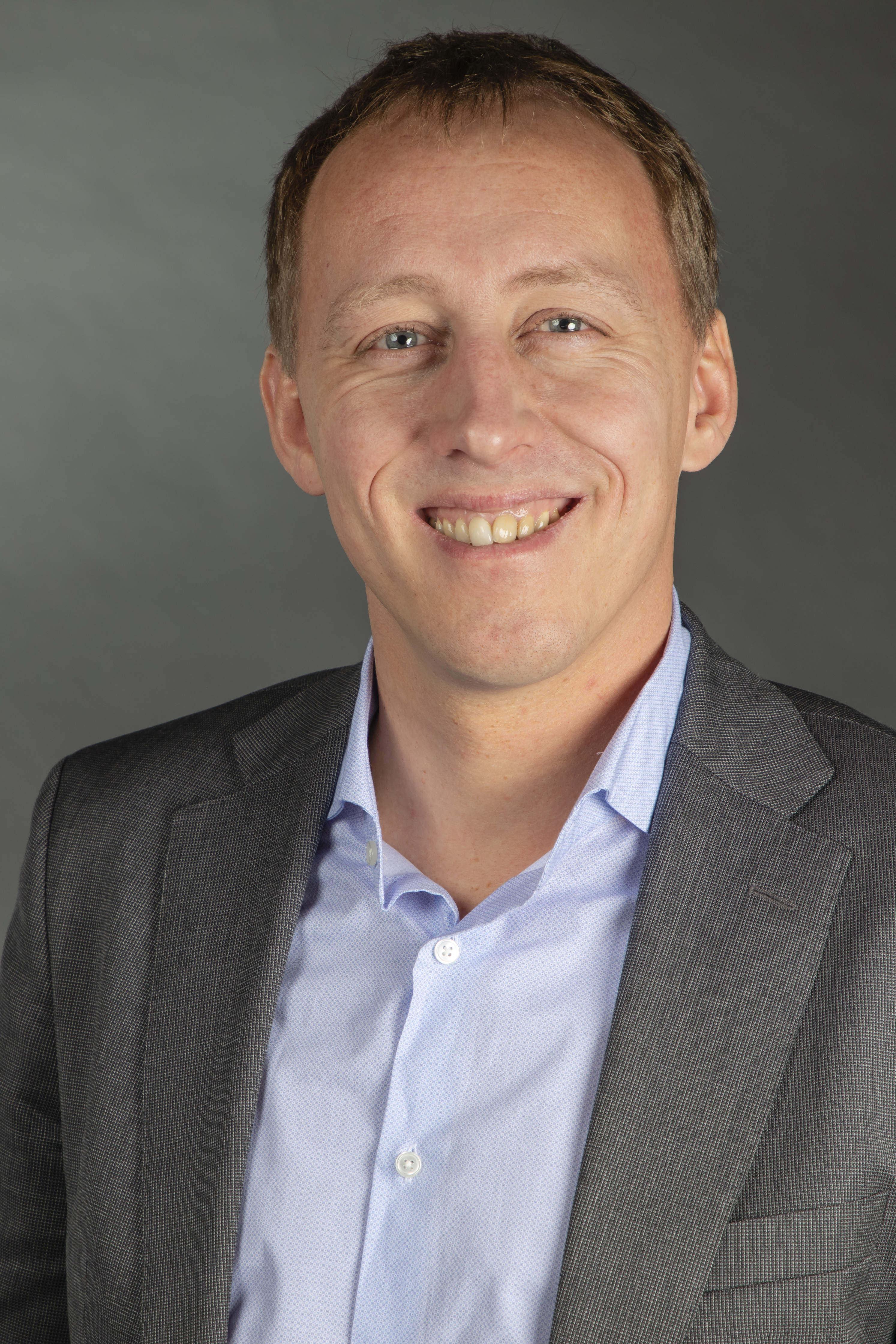
Hauke Hilz (2019)

Hauke Hilz (* 29. Mai 1977 in Stade) ist ein deutscher Lebensmittelchemiker und Politiker (FDP). Er war von 2015 bis 2024 Mitglied der Bremischen Bürgerschaft. Seit 2024 ist er hauptamtlicher Stadtrat für das Dezernat für Schule und Kultur in Bremerhaven.

## Biografie

### Familie, Ausbildung und Beruf
Hilz legte sein Abitur 1996 am Athenaeum in Stade ab. Nach seinem Wehrdienst studierte er von 1997 bis 2001 Lebensmittelchemie an der Universität Hamburg. Er schloss die Ausbildung zum Lebensmittelchemiker 2002 mit dem Staatsexamen ab. Er arbeitete in den Niederlanden und promovierte 2007 im Fach Lebensmittelchemie an der Universität Wageningen. Anschließend arbeitet Hilz beim Verein für Technologietransfer ttz in Bremerhaven. 2010 wurde er als Professor für Lebensmittelchemie an die Hochschule Bremerhaven berufen. Von 2012 bis 2016 war er Mitglied im Personalrat der Hochschule Bremerhaven; von 2016 bis 2020 war er stellvertretendes Mitglied.
Hilz ist verheiratet, hat zwei Kinder. Er lebt in Bremerhaven Leherheide.

### Politik
2005 trat Hilz der Auslandsgruppe Europa der FDP bei. 2007 wechselte er in die Bremer FDP. Dort gehört er dem FDP-Kreisverband Bremerhaven an, dessen Kreisvorsitzender er seit 2020 ist. Davor war er seit 2008 stellvertretender Vorsitzender. Im Juni 2011 wurde Hilz in Nachfolge von Oliver Möllenstädt im dritten Wahlgang zum Landesvorsitzenden der Bremer FDP gewählt. Er wurde viermal wiedergewählt. 2020 kandidierte Hilz nicht erneut für den Landesvorsitz. Thore Schäck wurde zu seinem Nachfolger gewählt. Von 2011 bis 2013 war Hilz ständiger Gast im Bundesvorstand der FDP. Von Mai 2013 bis Mai 2021 war Hilz gewähltes Mitglied des Bundesvorstands der FDP. Bei den Bundestagswahlen 2013 und 2017 kandidierte Hilz als Direktkandidat im Wahlkreis Bremen II (Bremerhaven/Bremen-Nord), verfehlte jedoch jeweils den Einzug in den Bundestag. Er war Spitzenkandidat der FDP Bremerhaven zu den Bürgerschaftswahlen 2015, 2019 und 2023. Als solcher erreichte er 2015 den Einzug ins Parlament und wurde 2019 sowie 2023 erneut in die Bürgerschaft gewählt. Im Zuge seines Amtsantritts als Dezernent der Stadt Bremerhaven legte er sein Mandat in der Bremischen Bürgerschaft Ende Oktober 2024 nieder. Für ihn rückte Gökhan Akkamis nach.
In der 19. Legislaturperiode arbeitete Hilz im
Ausschuss für Angelegenheiten der Häfen im Lande Bremen (Mitglied),
Betriebsausschuss Performa Nord (Mitglied),
Haushalts- und Finanzausschuss (Land) (Mitglied) und im
Rechnungsprüfungsausschuss (Land) (Vorsitzender). In der 20. Legislaturperiode arbeitet er im Ausschuss für die Angelegenheiten der Häfen im Land Bremen, in der Bildungsdeputation, im Ausschuss für Bundes- und Europaangelegenheiten, Internationale Kontakte und Entwicklungszusammenarbeit und im Rechtsausschuss. In der 21. Legislaturperiode arbeitete er im Ausschuss für die Angelegenheiten der Häfen im Land Bremen, in der Bildungsdeputation, im Vorstand der Bremischen Bürgerschaft und im Ausschuss für die Gleichstellung der Frau.
Hilz war von 2015 bis 2024 stellvertretender Vorsitzender der FDP Bürgerschaftsfraktion.
Seit Juli 2015 ist er auch Mitglied der Bremerhavener Stadtverordnetenversammlung. Dort ist er seit 2015 Mitglied im Ausschuss für Schule und Kultur und im Ausschuss für Jugend, Familie und Frauen. Von 2015 bis 2020 war Hilz stellvertretender Fraktionsvorsitzender, seit dem 15. April 2020 ist er Fraktionsvorsitzender.
Am 13. Juni 2024 wurde Hilz von der Stadtverordnetenversammlung Bremerhaven zum Stadtrat für das Dezernat für Schule und Kultur gewählt und am 17. Juli 2024 vom Magistrat ernannt. Die Amtsperiode läuft vom 1. November 2024 bis zum 31. Oktober 2030.

## Ehrungen
- 2008 Gerhard-Billek-Preis der Gesellschaft Deutscher Chemiker für die beste Promotion im Fach Lebensmittelchemie 2007[2]

## Schriften
- K. Knof, A. Lanfer, M. O. Bildstein, K. Buchecker, H. Hilz: Development of a method to measure sensory perception in children at the European level. In: International Journal of Obesity. Band 35, Nr. S1, 2011, S. 131-S136.
- H. Hilz, C. Hennigs, C. Harms: ELISA im Miniformat. In: Nachrichten aus der Chemie. Band 57, Nr. 9, 2009, S. 905–906.
- Lactat-Biosensoren verbessern Effizienz der Fruchtsaftindustrie. In: Bioforum. Band 31, Nr. 6, 2008, S. 25–27.
- M. Bildstein, M. Lohmann, C. Hennigs, A. Krause, H. Hilz: An enzyme-based extraction process for the purification and enrichment of vegetable proteins to be applied in bakery products. European Food Research and Technology. Band 228, Nr. 2, 2008, S. 177–186.
- C. Krines, H. Hilz, W. Mlodzianowski: Die Formeln des Geschmacks. In: Nachrichten aus der Chemie. Band 56, Nr. 9, 2008, S. 882–885.
- Characterisation of cell wall polysaccharides in bilberries and black currants. PhD thesis. Wageningen Universiteit, Wageningen 2007.
- H. Hilz, L. E. de Jong, M. A. Kabel, R. Verhoef, H. A. Schols, A. G. J. Voragen: Bilberry xyloglucan - novel building blocks containing beta-xylose within a complex structure. In: Carbohydrate Research. Band 342, Nr. 2, 2007, S. 170–181.
- H. Hilz, L. E. de Jong, M. A. Kabel, H. A. Schols, A. G. J. Voragen: A comparison of liquid chromatography, capillary electrophoresis, and mass spectrometry methods to determine xyloglucan structures in black currants. In: Journal of Chromatography. A, Band 1133, Nr. 1-2, 2006, S. 275–286.
- H. Hilz, P. Williams, T. Doco, H. A. Schols, A. G. J. Voragen: The pectic polysaccharide rhamnogalacturonan II is present as a dimer in pectic populations of bilberries and black currants in muro and in juice. In: Carbohydrate Polymers. Band 65, Nr. 4, 2006, S. 521–528.
- H. Hilz, M. Lille, K. Poutanen, H. A. Schols, A. G. J. Voragen: Combined enzymatic and high-pressure processing affect cell wall polysaccharides in berries. In: Journal of Agricultural and Food Chemistry. Band 54, Nr. 4, 2006, S. 1322–1328.
- H. Hilz, E. J. Bakx, H. A. Schols, A. G. J. Voragen: Cell wall polysaccharides in black currants and bilberries - characterisation in berries, juice, and press cake. In: Carbohydrate Polymers. Band 59, Nr. 4, 2005, S. 477–488.